# Blågumpad manakin
Blågumpad manakin (Lepidothrix isidorei) är en fågel i familjen manakiner inom ordningen tättingar.

## Utseende
Blågumpad manakin är en mycket liten (7–8 cm) fågel med skilda dräkter mellan könen. Hanen är svart med glänsande vitt på hjässan och azurblått på övergump och övre stjärttäckare. Honan är mestadels grön med gulgrå buk.

## Utbredning och systematik
Blågumpad manakin delas in i två underarter med följande utbredning:
- Lepidothrix isidorei isidorei – förekommer i Andernas östsluttning i Colombia (västra Meta) och östra Ecuador
- Lepidothrix isidorei leucopygia – förekommer vid foten av Anderna i norra Peru (San Martín och norra Huánuco)

## Status
IUCN kategoriserar arten som livskraftig.

## Namn
Fågelns vetenskapliga artnamn hedrar den franske zoologen Isidore Geoffroy Saint-Hilaire (1805-1861).